# Cleversulzbach

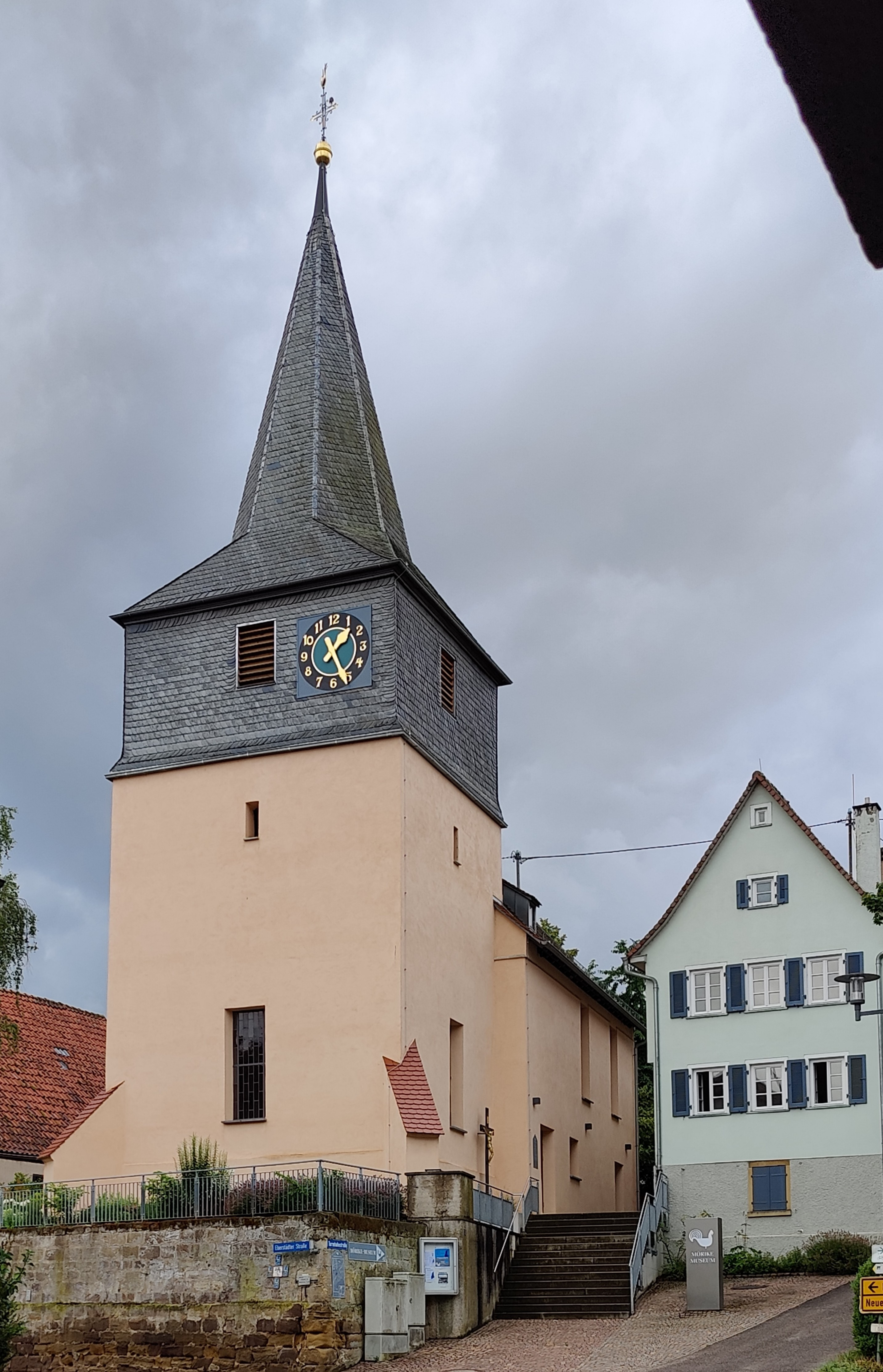
Evangelische St.-Jost-Kirche und Mörike-Museum im Alten Schulhaus

Cleversulzbach ist ein Ortsteil der Stadt Neuenstadt am Kocher in Baden-Württemberg, der rund 800 Einwohner hat.

## Geographische Lage
Das Dorf Cleversulzbach liegt etwa drei Kilometer südöstlich der Stadtmitte von Neuenstadt am Nordrand der Sulmer Bergebene, einem Unterraum der Löwensteiner Berge der Schwäbisch-Fränkischen Waldberge, schon im Unterraum Kocherplatten und Krumme Ebene des benachbarten Naturraums Hohenloher und Haller Ebene. Der Sulzbach durchfließt den Ort von Süden nach Norden und mündet dann etwas unterhalb der Grenze der Gemarkung, die etwa gleichen Anteil an beiden Naturräumen hat, von links in die unterste Brettach. Außer weniger Aussiedlerhöfen in naher Satellitenlage umfasst der Stadtteil nur das gleichnamige Dorf.

## Geschichte
Cleversulzbach wurde 1262 als Glefer Sulzbach erstmals erwähnt. Der Ort hatte im späten Mittelalter verschiedene Besitzer, darunter die Herren von Weinsberg, das Kloster Lichtenstern und das Stift Wimpfen. 1504 kam der Ort zu Württemberg. Nach 1806 gehörte Cleversulzbach zum Oberamt Neckarsulm, nach dessen Auflösung 1938 zum Landkreis Heilbronn. 1939 hatte der Ort 441 Einwohner, 1961 waren es 500. Am 1. Januar 1972 wurde Cleversulzbach nach Neuenstadt am Kocher eingemeindet.
Am 31. Mai 2008 hatte Cleversulzbach 804 Einwohner.

## Religionen
Von 1799 bis 1805 war Johann Gottlieb Frankh, der Mann von Friedrich Schillers Schwester Luise, Pfarrer in Cleversulzbach.
Von 1834 bis 1843 hatte Eduard Mörike die Pfarrstelle inne. 1841 starb hier seine Mutter Charlotte Mörike, die neben Schillers 1802 verstorbener Mutter Elisabetha Dorothea Schiller auf dem Friedhof beigesetzt ist. Eine literarische Verarbeitung seiner Zeit in Cleversulzbach schuf Mörike mit seinem Gedicht Der alte Turmhahn.

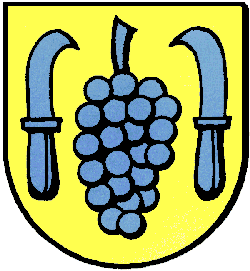
Wappen von Cleversulzbach

## Wappen
Das Wappen von Cleversulzbach zeigt in Gold eine blaue Traube zwischen zwei zugekehrten blauen Hapen.

## Sehenswürdigkeiten
- Das Mörike-Museum im Alten Schulhaus bei der Kirche erinnert an Eduard Mörikes Zeit in Cleversulzbach. Außerdem ist im Ort ein Mörike-Pfad mit 15 Stationen eingerichtet. Auf dem Friedhof in Cleversulzbach sind die Mütter von Mörike und Friedrich Schiller begraben.
- Die evangelische St.-Jost-Kirche geht auf einen Bau von 1592 zurück, vorher gehörte Cleversulzbach kirchlich zur Kirche des abgegangenen Ortes Helmbund. Der Chor datiert noch von 1592, das Langhaus der Kirche wurde 1960 erneuert.
- Pfarrhaus von 1755, von Mörike als Spukhaus beschrieben
- Rathaus von 1874

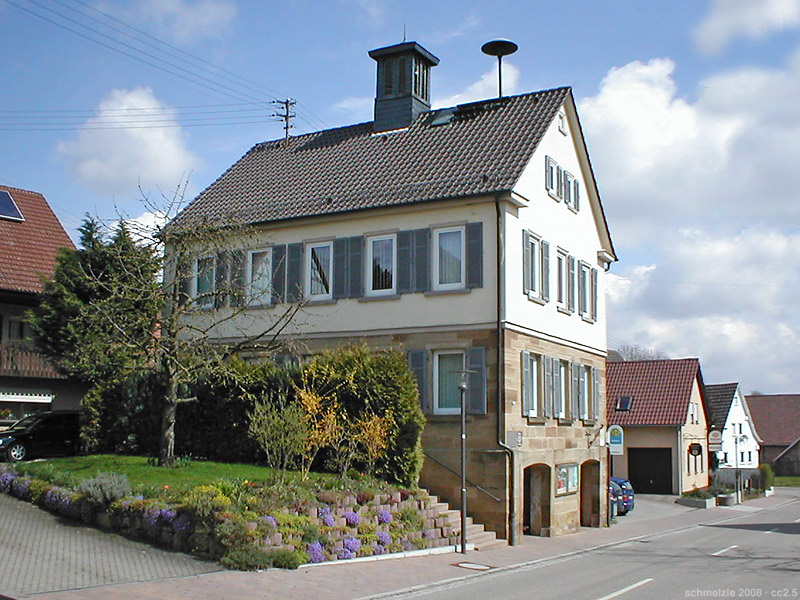
Rathaus
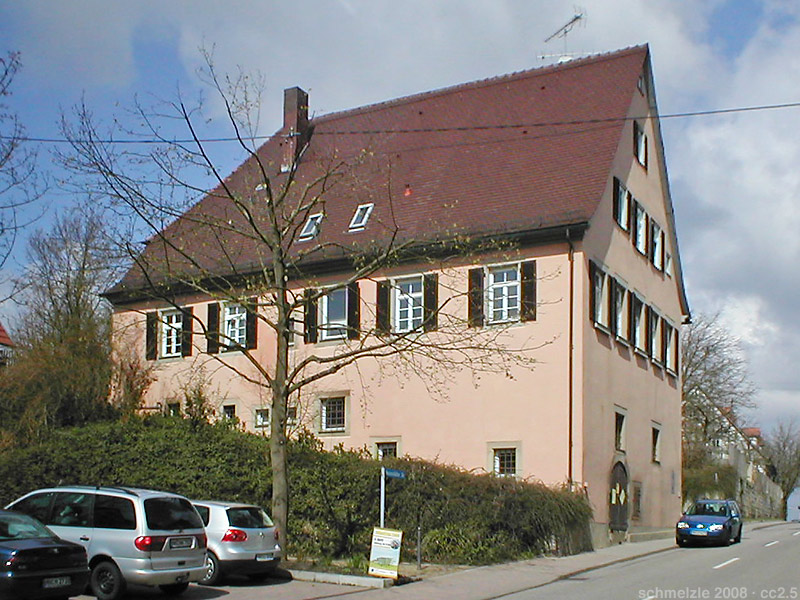
Pfarrhaus
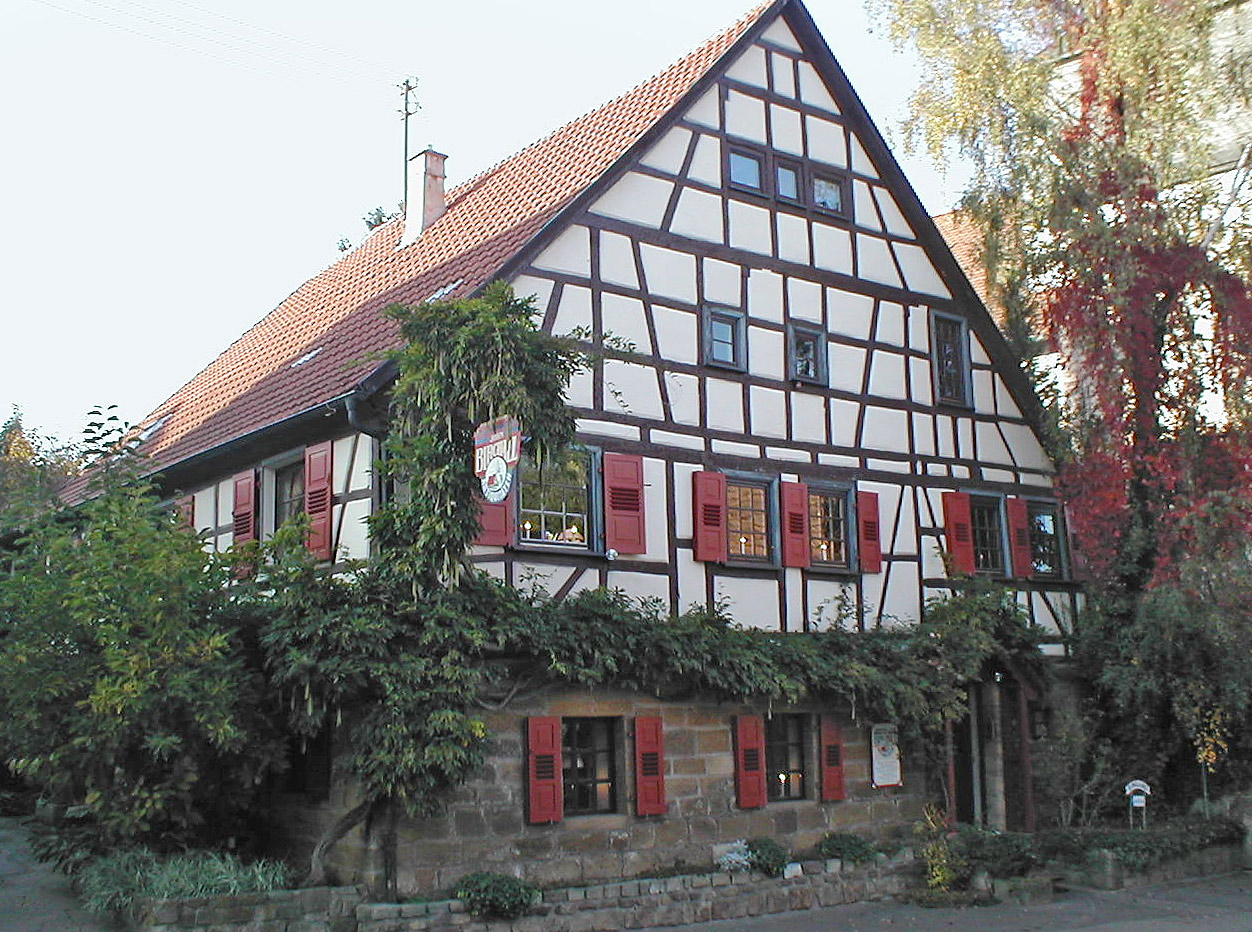
Fachwerkhaus bei Kirche
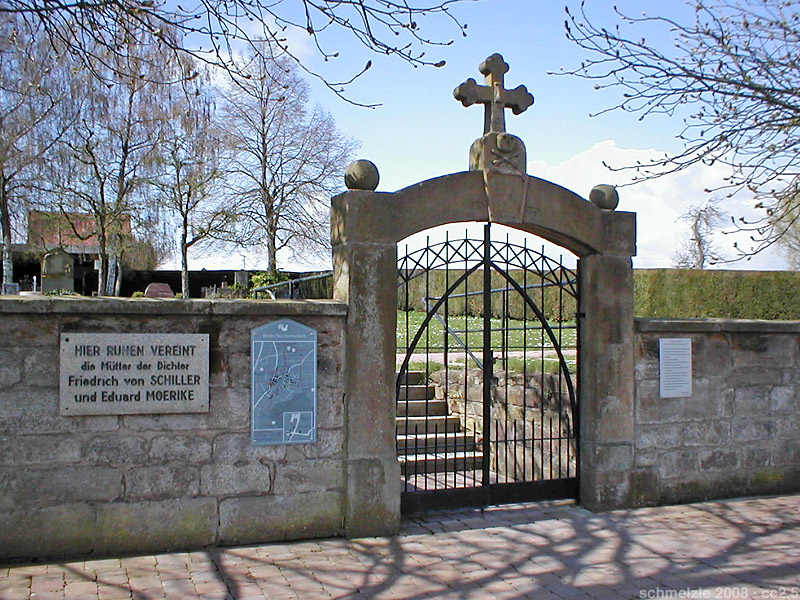
Friedhofsportal
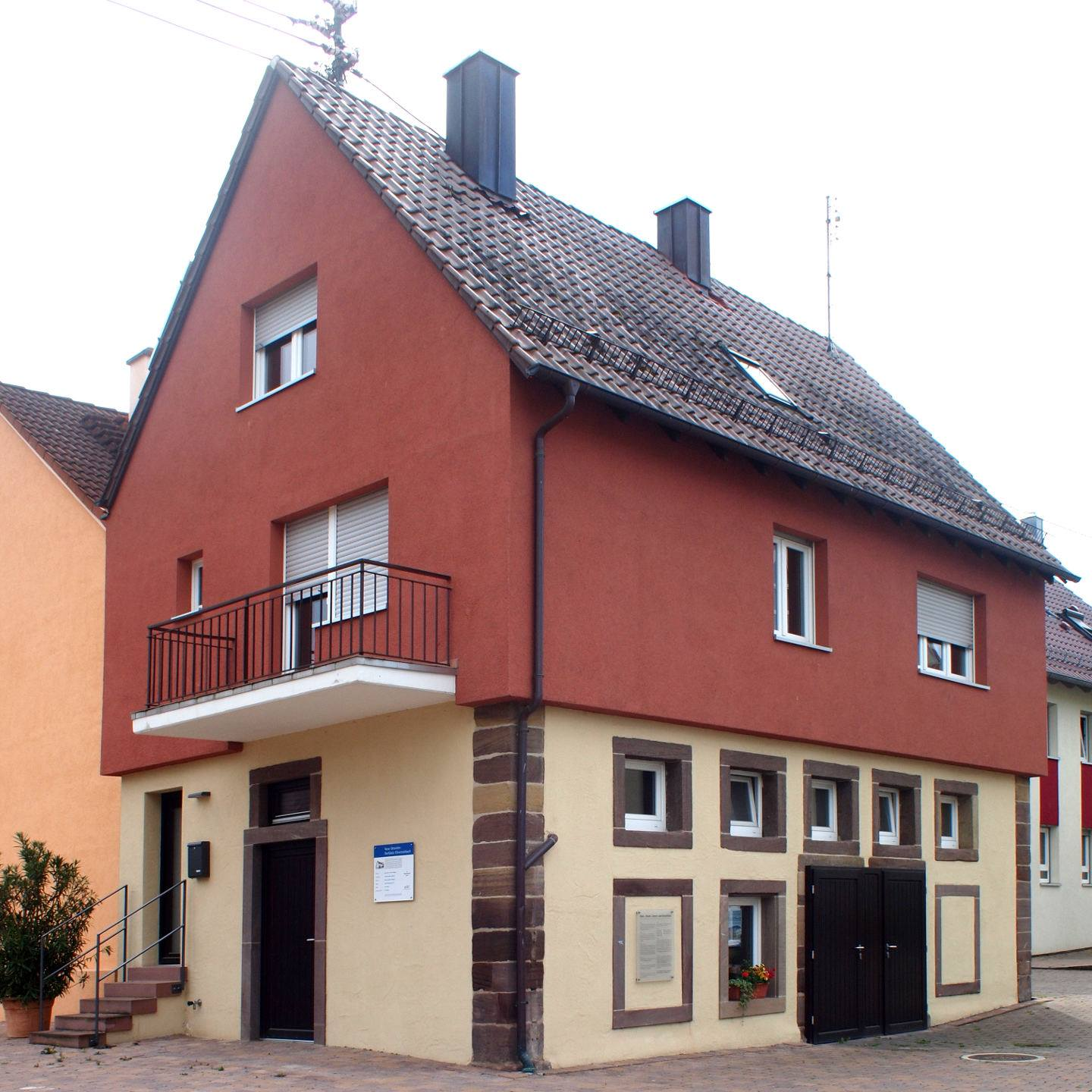
Back-, Wasch-, Armen- u. Schlachthaus
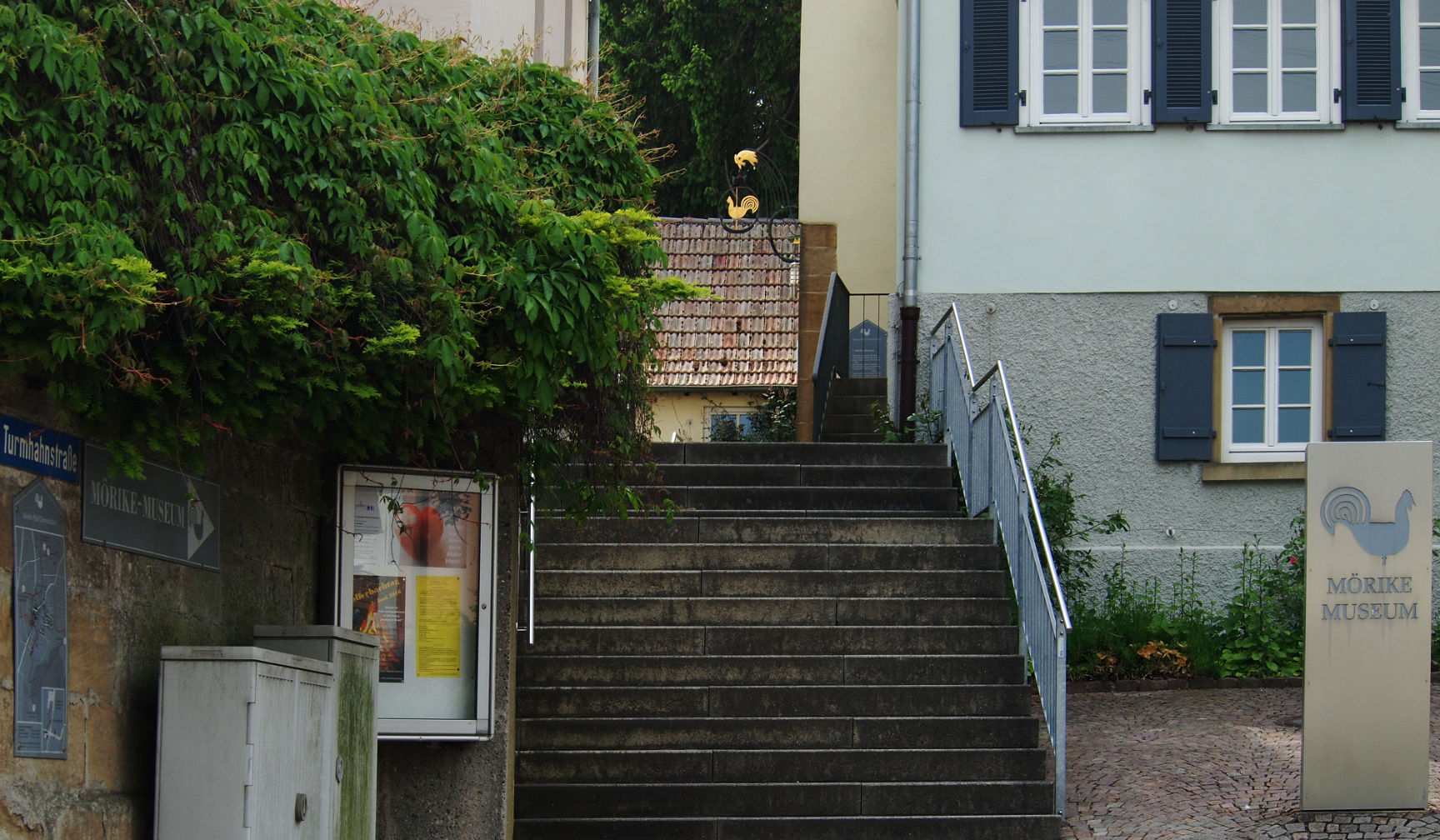
Turmhahnstraße u. Mörikemuseum

## Weinbau
Der Stadtteil Cleversulzbach ist ein Weinbauort, dessen Lagen zur Großlage Salzberg im Bereich Württembergisch Unterland des Weinbaugebietes Württemberg gehören.

## Söhne und Töchter
- Robert Meyding (1876–1950), Jurist
- Eugen Kaiser (1879–1945), Gewerkschaftsfunktionär und Landrat im Landkreis Hanau 1923–33. Nach dem gescheiterten Hitler-Attentat vom 20. Juli 1944 wurde er verhaftet und in das Konzentrationslager Dachau verschleppt.